# Frédéric-Joachim d'Alvensleben
Pour les articles homonymes, voir Alvensleben.
Frédéric-Joachim d'Alvensleben (né le 10 novembre 1833 à Erxleben et mort le 26 décembre 1912 à Nice) est un administrateur de l'arrondissement de Neuhaldensleben.

## Famille
Il est issu de la noble famille bas-allemande von Alvensleben et est le fils aîné de Ferdinand d'Alvensleben (1803-1889), propriétaire des domaines Erxleben I et Eimersleben, député du chambre des seigneurs de Prusse et véritable conseiller privé, et de sa femme Pauline née von der Schulenburg (1810 –1882) de la branche de Priemern. Il a huit frères et sœurs, dont l'ambassadeur Friedrich Johann von Alvensleben (1836-1913) et l'abbesse de l'abbaye d'Heiligengrabe Marguerite d'Alvensleben (de) (1840-1899). Le 22 juillet 1863, il se marie à Poplitz avec Klara von Krosigk (de) (1844-1916), la fille aînée de Vollrath von Krosigk (de) et sa femme Auguste Louise Elisabeth ("Betty") née von Röder. Quatre filles sont nées de ce mariage.

## Biographie
Depuis 1847, il étudie à l'académie de chevalerie de Brandebourg-sur-la-Havel, puis passe au collège pédagogique d'Halle, où il obtient son diplôme d'études secondaires en 1852. Il effectue ensuite son service militaire en tant que volontaire d'un an avec le 7e régiment de hussards à Bonn et étudie le droit de 1853 à 1855 aux universités de Bonn et de Berlin. À Bonn, il est membre du Corps Borussia. En 1855, il réussit son examen d'auscultateur et travaille ensuite comme auscultateur au tribunal de la ville et de l'arrondissement de Magdebourg. Après avoir réussi son stage, Alvensleben obtient un emploi auprès du gouvernement à Mersebourg en 1858. En 1863, il retourne à Magdebourg en tant qu'assesseur du gouvernement, à partir d'août 1863, il dirige temporairement le bureau de l'arrondissement de Neuhaldensleben et à la fin de 1863, il est nommé administrateur de l'arrondissement - un poste qu'il occupe pendant 37 ans jusqu'au 1er janvier 1901. Après 25 ans de service, il est nommé conseiller privé. Il est chevalier depuis 1896 et commandeur depuis 1898 de l'Ordre Teutonique du bailliage d'Utrecht. En 1912, il meurt à Nice, après avoir séjourné plusieurs fois dans le sud de la France depuis 1893 en raison de sa santé défaillante.

## Réaliations
Alvensleben se distingue dans le développement du réseau routier et des chemins, dans l'amélioration de l'agriculture ainsi que dans la mise en œuvre des lois sur l'impôt sur le revenu, la caisse d'assurance maladie, l'assurance vieillesse et l'assurance invalidité dans son arrondissement. En parallèle, il est directeur de la direction des services d'incendie de l'arrondissement de Neuhaldensleben. Un rapport indique qu'Alvensleben s'est "entièrement consacré au bien-être de l'arrondissement qui lui a été confié et a gagné la confiance et le respect des habitants de l'arrondissement, ainsi que la satisfaction de ses supérieurs".